# 斯維什托夫市鎮

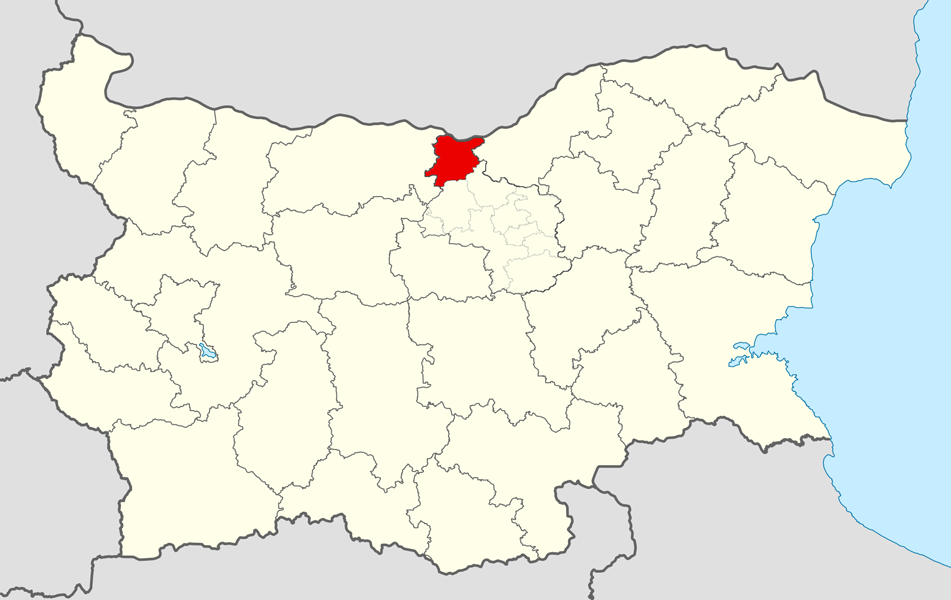

43°34′N 25°21′E / 43.567°N 25.350°E
斯維什托夫市鎮，是保加利亞中北部大特爾諾沃州的市鎮，行政中心为斯維什托夫，面積625.5平方公里，2009年人口49,817，人口密度每平方公里79.6人。